# Джапаров, Казбек Нурмагомедович
Казбек Нурмагомедович Джапаров (1970, Махачкала, Дагестанская АССР, РСФСР, СССР) — советский и российский спортсмен, специализируется по ушу,  3-х кратный чемпион мира по ушу-саньда, 2-х кратный чемпион Европы по ушу-саньда, неоднократный чемпион СССР и России, самый титулованный спортсмен в мире в виде ушу-саньда. Является главой администрации посёлка Красноармейское

## Спортивная карьера
В октябре 1991 года сборная СССР приняла участие в количестве пяти человек на чемпионате мира, который проходил в Пекине, и двое из них стали чемпионами мира, это – Рамазан Рамазанов и Казбек Джапаров. Через два года в Куала-Лумпуре Джапаров вновь стал чемпионом мира. В 1995 году в Балтиморе в третий раз стал чемпионом мира.

## Спортивные достижения
- Чемпионат СССР по ушу 1991 — ;
- Чемпионат мира по ушу 1991 — ;
- Чемпионат мира по ушу 1993 — ;
- Чемпионат Европы по ушу 1994 — ;
- Чемпионат мира по ушу 1995 — ;
- Чемпионат Европы по ушу 1996 — ;

## Личная жизнь
В 1987 году окончил школу в Красноармейское. По национальности — даргинец, родом из села Верхний Убекимахи.